# Iwan Alexandrowitsch Newmerschizki

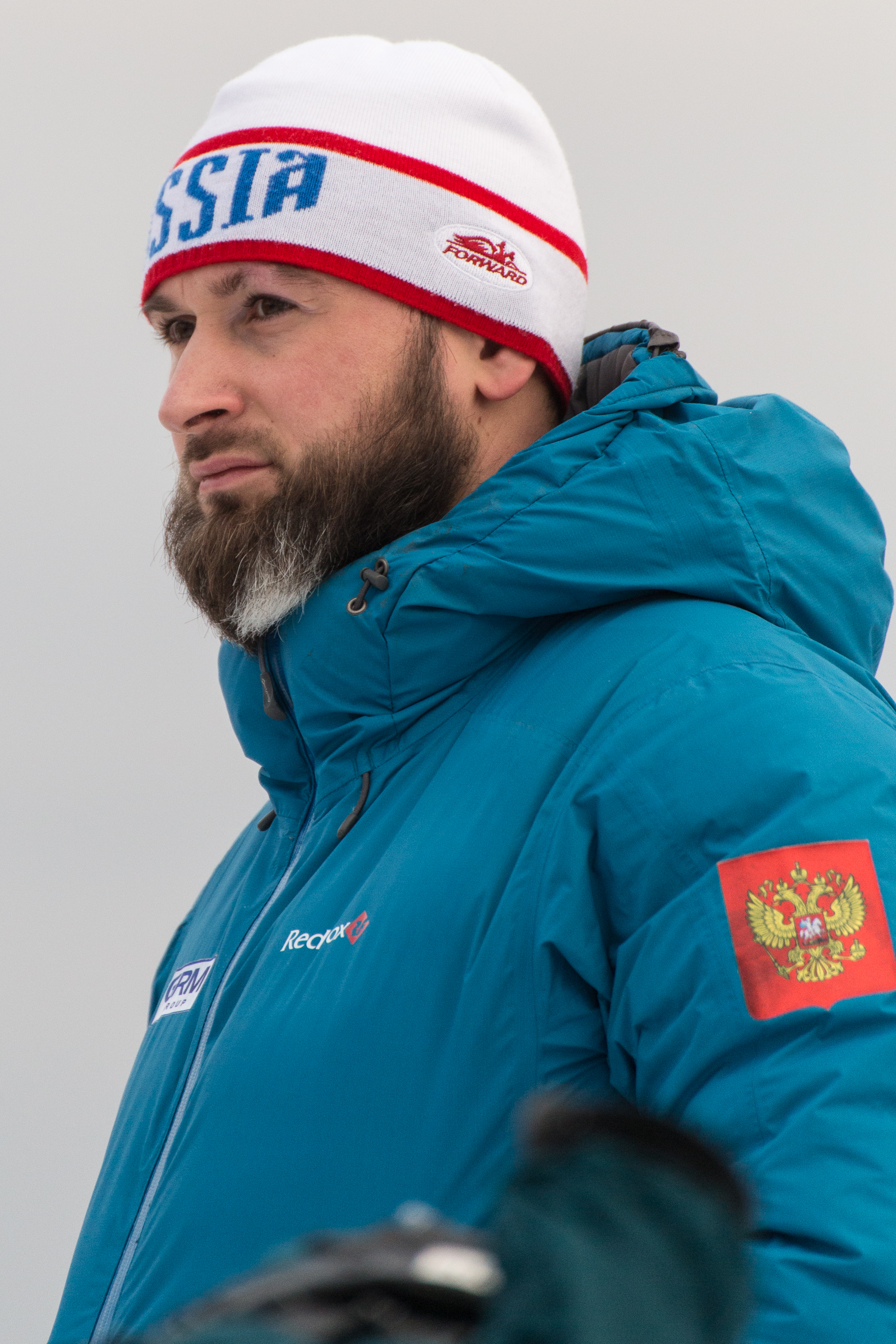
Iwan Alexandrowitsch Newmerschizki (2016)

Iwan Alexandrowitsch Newmerschizki (russisch Иван Александрович Невмержицкий; * 31. Mai 1984 in Tschussowoi) ist ein russischer Rennrodler.
Iwan Newmerschizki ist Student und lebt in Tschusowoi. Seit 2000 gehört er zum russischen Nationalkader im Rennrodeln. Er fährt als Frontmann im Doppelsitzer. Sein erster Partner war Wladimir Prochorow. Ihr erstes Rennen im Rennrodel-Weltcup bestritten beide zu Beginn der Saison 2003/04 in Sigulda und belegten sofort den achten Rang. Das Doppel fuhr in der Saison nur noch das zweite Rennen in Altenberg, in dem sie 19. wurden. Trotz dieser wenigen Einsätze konnte das Duo in der Gesamtwertung 21. werden. In der folgenden Saison Newmerschizki/Prokororow in sieben der acht Saisonrennen. Viermal fuhren sie unter die besten Zehn. In Altenberg konnten sie ihr bestes Ergebnis um einen Rang auf Platz sieben verbessern. In der Gesamtwertung belegten sie Platz 13. Weniger erfolgreich die Saison 2005/06 mit nur einem Einsatz in Calgary mit einem nicht sehr guten 21. Platz. 2006/07 war ein durchwachsenes Jahr. Einem guten neunten Rang in Cesana Pariol stehen eine Disqualifikation und eines nicht ins Zeil gebrachten Rennens neben einigen Mittelmäßigen Ergebnissen gegenüber. Bei den Rennrodel-Weltmeisterschaften 2007 in Igls belegten die Russen den 13. Platz. Dasselbe Ergebnis erreichten sie auch ein Jahr später in Oberhof. Bei den Rennrodel-Europameisterschaften 2008 in Cesana fuhren sie auf den zehnten Platz. Die letzte Saison des Doppels verlief neben den Großereignissen eher schlecht, in der Gesamtwertung erreichten sie den 24. Rang.
Seit der Saison 2008/09 fährt Newmerschizki mit Oleg Medwedew. Bestes Resultat einer guten aber nicht überragenden ersten Saison wurde ein zehnter Rang auf der Kombinierte. Kunsteisbahn am Königssee.